# Anders Nygren
Anders Theodor Samuel Nygren, född 15 november 1890 i Göteborg, död 20 oktober 1978, var biskop i Lunds stift 1948–1958. Han var även en framträdande teolog inom Lundateologin.

## Biografi
Nygren var son till rektor Samuel Nygren och Anna Maria Lundström. Han var den tredje av fyra bröder som alla blev präster. Intryck från hemmet och regelbundna kyrkobesök förde Nygren till lutherdomen och Martin Luthers lära. Efter faderns död 1906 flyttade familjen till Lund. 
Nygren studerade vid teologiska fakulteten vid Lunds universitet och avlade examen som teologie kandidat 1912 efter fem terminer. Efter praktik prästvigdes han i Göteborgs stift och tjänstgjorde 1912–1920 som vicepastor i Ölmevalla församling. Som präst fördjupade Nygren sina kunskaper i filosofi och systematisk teologi. Immanuel Kant och Friedrich Schleiermacher studerades flitigt. För att få full förståelse av deras lära reste han till Tyskland. 
Våren 1921 blev Nygren teologie licentiat. Kort därefter försvarade han sin avhandling Religiöst Apriori och blev docent. Flera viktiga avhandlingar följde, vilka behandlade etiska och dogmatiska frågor. Han blev teologie doktor 1923 och professor i systematisk teologi med undervisningsskyldighet i teologisk etik vid Lunds universitet 1924. Sistnämnda år invaldes han som ledamot av Humanistiska Vetenskapssamfundet i Lund.
Nygren skrev bland annat Det bestående i kristendomen (1922), Filosofisk och kristen etik (1923, 2:a upplagan 1932), Etiska grundfrågor (1926). Han medarbetade under signaturen A.Ngn i Svensk uppslagsbok.
År 1930 utkom första delen av Nygrens huvudverk Eros och Agape. Det var ett resultat av djupa studier i grekisk filosofi och tidig kristendom. Del två publicerades 1936. I verket förklarar Nygren motivforskning som metod. 
Den centrala tesen i Nygrens arbete om den kristna kärlekstanken är att kristen etik har ett unikt innehåll. Den får sin karaktär av mötet med Guds fullkomliga kärlek till människan och kännetecknas därigenom av ett speciellt kärleksdramat. Denna kristna kärlekstanke har enligt Nygren ett annat innehåll än den erostanke som möter i klassisk grekisk filosofi. Eroskärleken motiveras av värdet hos den som är kärlekens föremål, och den söker inte bara andras utan också sitt eget bästa.
Den gudomliga kärleken och den kristna agapekärleken är däremot av ett annat slag. Den är spontan och omotiverad. Den motiveras inte av föremålets värde utan skapar i stället ett sådant värde hos den älskade. Den präglas av en självutgivande omsorg om andra, som helt bortser från sitt eget bästa. Därigenom skiljer den sig helt från sådana kärleksgudar som möter utanför kristendomen.
Tillsammans med kolleger lade Nygren grunden för det lundensiska tankesystemet. Det bygger på att människan inte kan undkomma den yttersta dimensionen. Filosofen Hans Larsson kritiserade Nygrens förhållande till det antika arvet i sin skrift Minimum.
Under andra världskriget deltog Nygren i den internationella debatten angående kristendomen och nazismen. År 1947 blev han ordförande i Lutherska världsförbundet. År 1949 vigdes han till biskop i Lund och fick därmed tillfälle att utveckla sina teorier i praktiken. När han gick i pension 1958 fortsatte han med sin forskning, och undervisade under några år vid universitet i USA. Trots sjukdom deltog han under sina sista år i den teologiska och filosofiska debatten. Bland annat var han aktiv i tro- och vetande-debatten som startades av Ingemar Hedenius. 
Nygren mötte sin fru, Irmgard Brandin (1895–1974) i Tyskland. De fick fyra barn. Två döttrar var gifta med bröderna Henrik och Gunnar Ljungman. Nygren avled 1978 och begravdes på Norra kyrkogården i Lund.